# Gueorgui Chonine
Gueorgui Stepanovitch Chonine (en russe : Георгий Степанович Шонин) est un cosmonaute soviétique, né le 3 août 1935 et décédé le 7 avril 1997.
Il fait partie du tout premier groupe de cosmonautes soviétiques, sélectionnés en mars 1960.

## Vols réalisés
Il réalise un unique vol à bord de Soyouz 6, le 11 octobre 1969, participant au premier vol groupé regroupant trois vaisseaux, avec Soyouz 7 et Soyouz 8. Il atterrit le 16 octobre 1969.

## Décorations
Principaux titres et décorations :
- Héros de l'Union soviétique le 22 octobre 1969 (médaille no 10719)
- Ordre de Lénine
- Ordre de la révolution d'Octobre
- Ordre du Drapeau rouge du Travail
- Ordre de l'Étoile rouge